# Údolí Chlébského potoka (přírodní památka)
Údolí Chlébského potoka, levostranného přítoku Svratky, je přírodní památka v Sýkořské hornatině jihozápadně od obce Černovice v katastrálních územích Černovice u Kunštátu (okres Blansko) a Osiky (okres Brno-venkov). Důvodem ochrany je zachování ojedinělého nivního biotopu zvláště chráněných druhů rostlin. Na přírodní památku Údolí Chlébského potoka navazuje stejnojmenná přírodní rezervace v okresu Žďár nad Sázavou.

## Geologie
Skalní podloží je tvořeno porfyroblastickou muskovitickou až sericiticko-muskovitickou rulou bítešské skupiny. Nadloží tvoří fluviální a svahové sedimenty.

## Flóra
Na svazích hluboko zaříznutého údolí roste olše lepkavá (Alnus glutinosa), jasan ztepilý (Fraxinus excelsior), javor mléč (Acer platanoides), na které navazují smrkové porosty v širších částech údolního dna. Bylinné patro zastupují vlhkomilné, mokřadní a lesní druhy, např. devětsil bílý (Petasites albus), škarda bahenní (Crepis paludosa), prvosenka vyšší (Primula elatior), krabilice chlupatá (Chaerophyllum hirsutum), řeřišnice hořká (Cardamine amara), čarovník alpský (Circea alpina), kopytník evropský (Asarum europaeum),vzácná řeřišnice trojlistá (Cardamine Trifolia), místy se hojně vyskytuje zvláště chráněná bledule jarní (Leucojum vernum).
K regionálně vzácným a ohroženým druhům patří lýkovec jedovatý (Daphne mezereum), kyčelnice devítilistá (Dentaria enneaphyllos), rozrazil horský (Veronica montana) a jaterník podléška (Hepatica nobilis). Baňatka ladní (Brachythecium campestre), trsenka Jungermannia leiantha, Plagiomnium medium a podhořanka Cordova (Madotheca cordaeana) patří mezi ohrožené druhy mechorostů. Mezi epifytické mechorosty patří rožeňka dutolistá (Lejuenea cavifolia), kroknice vidličnatá (Metzgeria furcata), prstenatka plazivá (Platygyrium repens), sobík chlumní (orthodicranum montanum), podhořanka plocholistá (Madotheca platyphylla), brvitec sličný (Ptilidium pulcherrimum) a jiné. Na opadlých olšových větvích roste kornatcovitá houba kornateček okrovějící (Gloeocystidiellum porosum), na jasanových větvích kornatec lopatkovitý (Hyphodontia spathulata), na lískových kožovka skořicová (Hymenochaete cinnamomea), vzácná větvovka lísková (Vuilleminia coryli) a chorošovitá pórnatka Herinkova (Ceriporia herinkii).

## Fauna
Ze zástupců hmyzu je to šedokřídlec olšový (Euchoeca nebulata), píďalička zejkovaná (Anticollix sparsata), v potoku se vyvíjejí larvy mloka skvrnitého (Salamandra salamandra), z ptáků tam má zastoupení čáp černý (Ciconia nigra), konipas horský (Motacilla cinerea) a skorec vodní (Cinclus cinclus).

## Turismus
Na okraji území prochází červená a zelená turistická stezka. Okrajové asfaltové komunikace jsou využívány cykloturisty. Území je navštěvováno veřejností zejména ke sběru lesních plodů. K zvýšenému pohybu osob dochází v době květu bledule jarní, někteří návštěvníci si odnášejí trsy květů, nedochází však k vyrývání cibulek či trhání květů za účelem jejich prodeje. Přes zákaz často dochází k pohybu osob mimo vyznačené trasy. V jihozápadní části se nachází tábořiště trampské osady Saginari Diogenes, která zde však udržuje vzorný pořádek.

## Fotogalerie

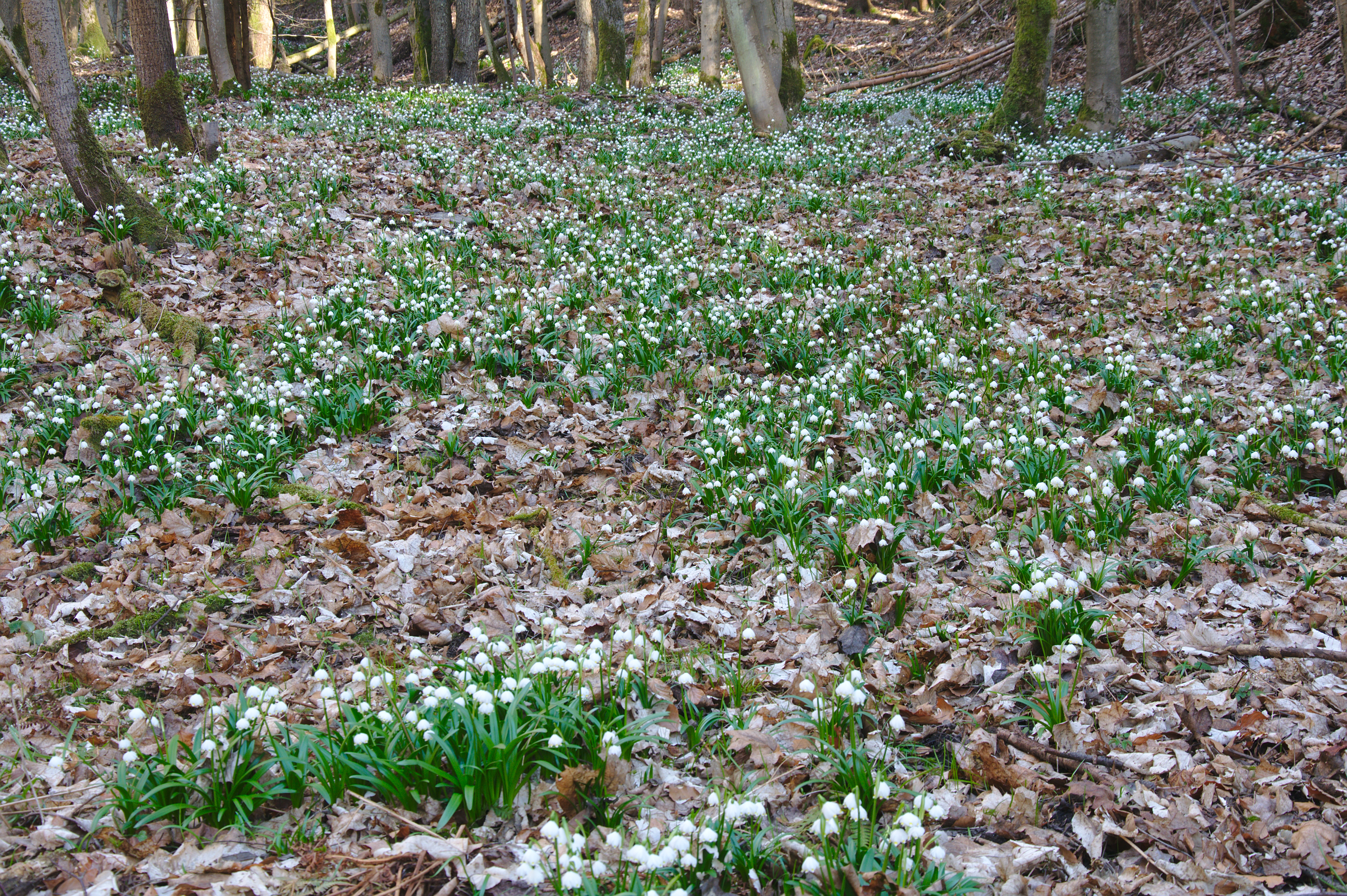
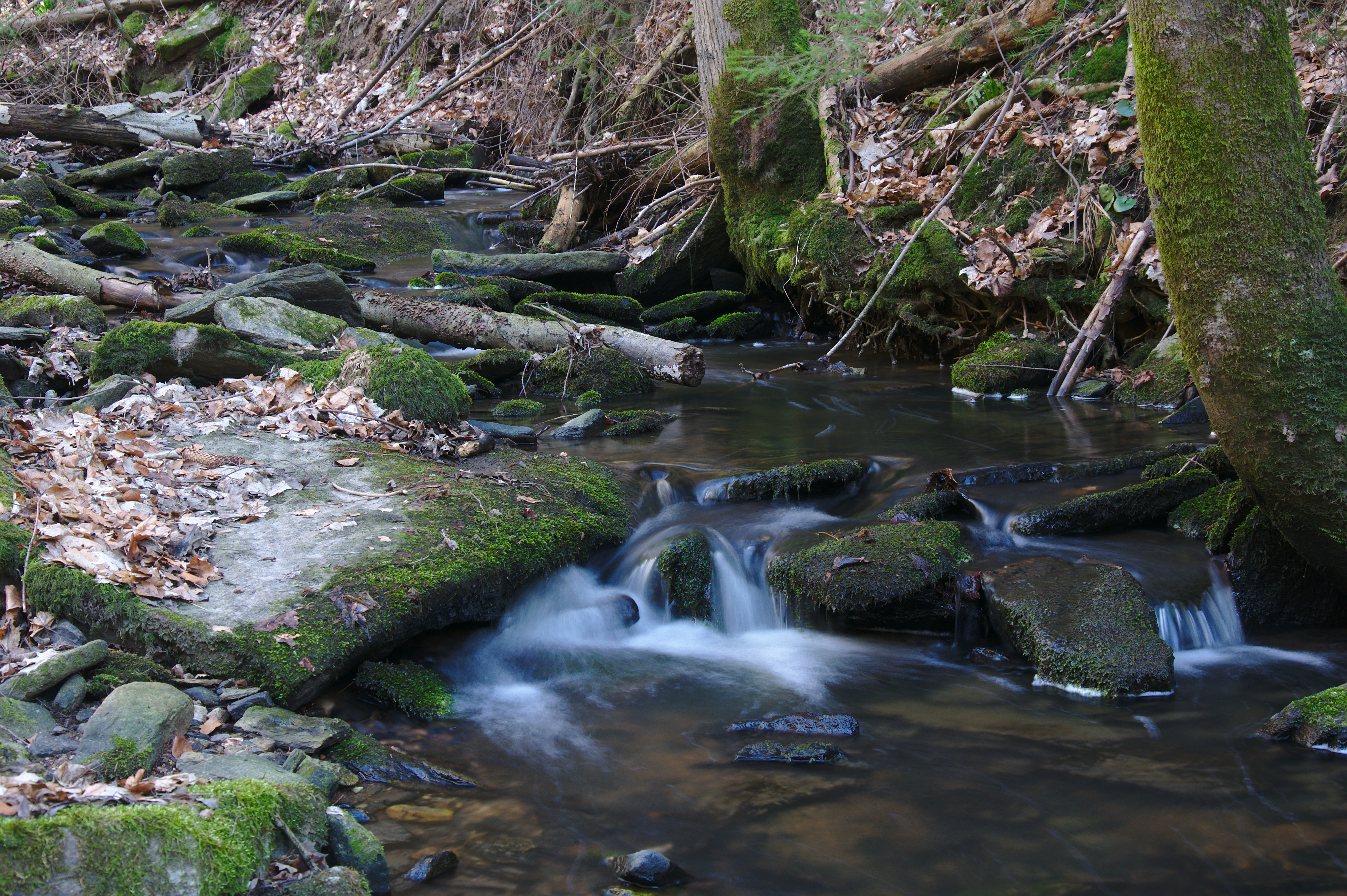
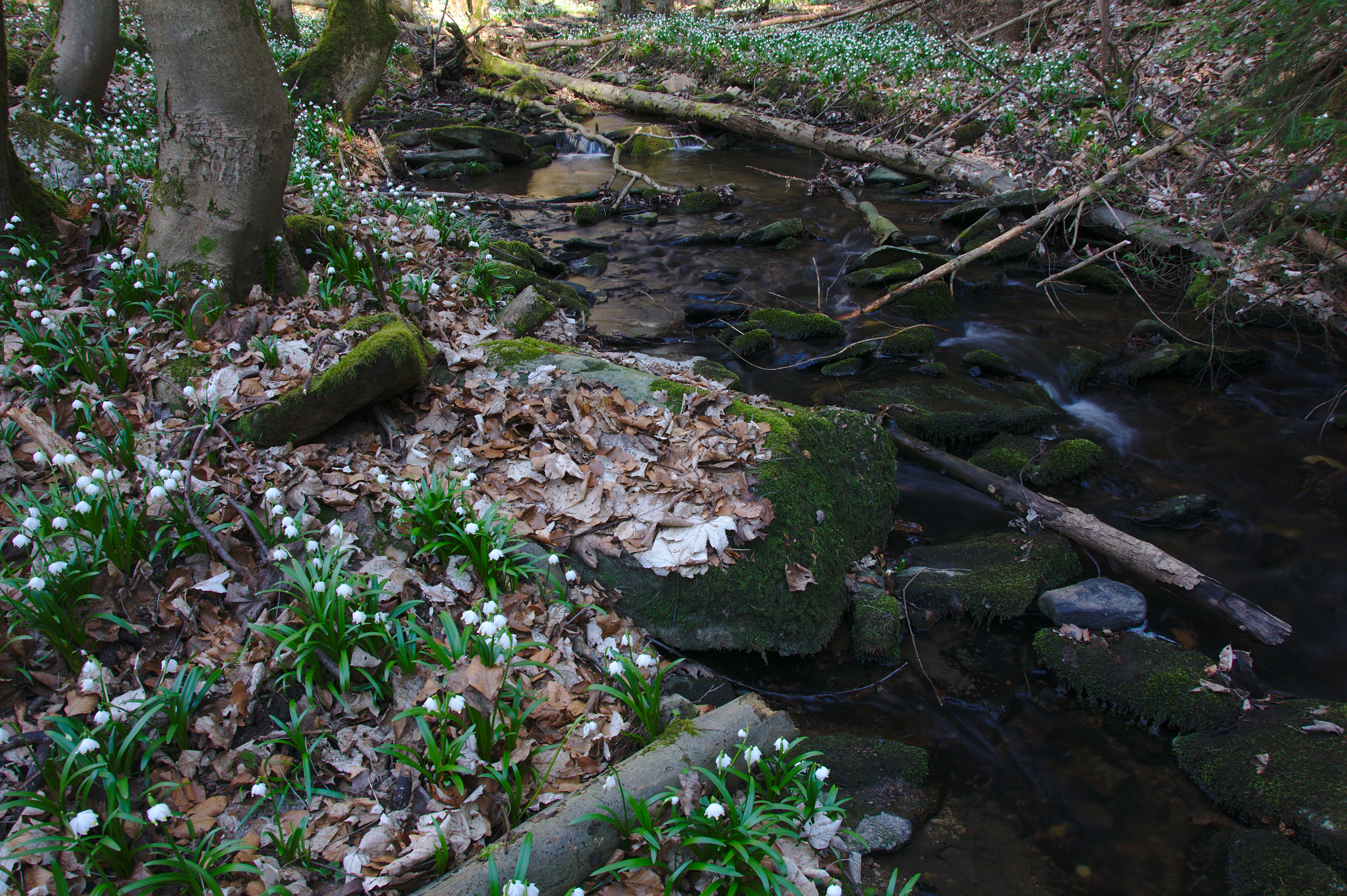
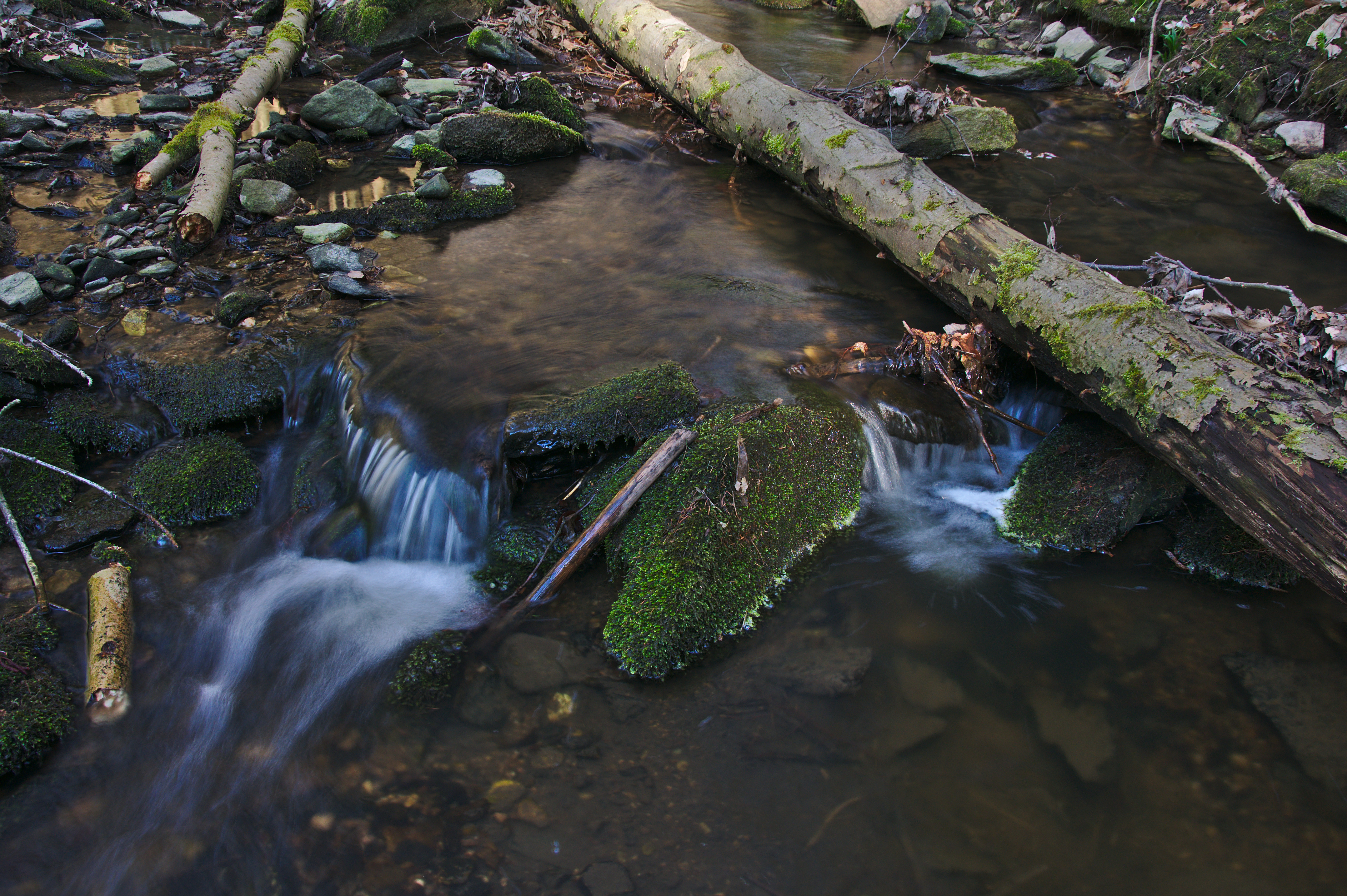
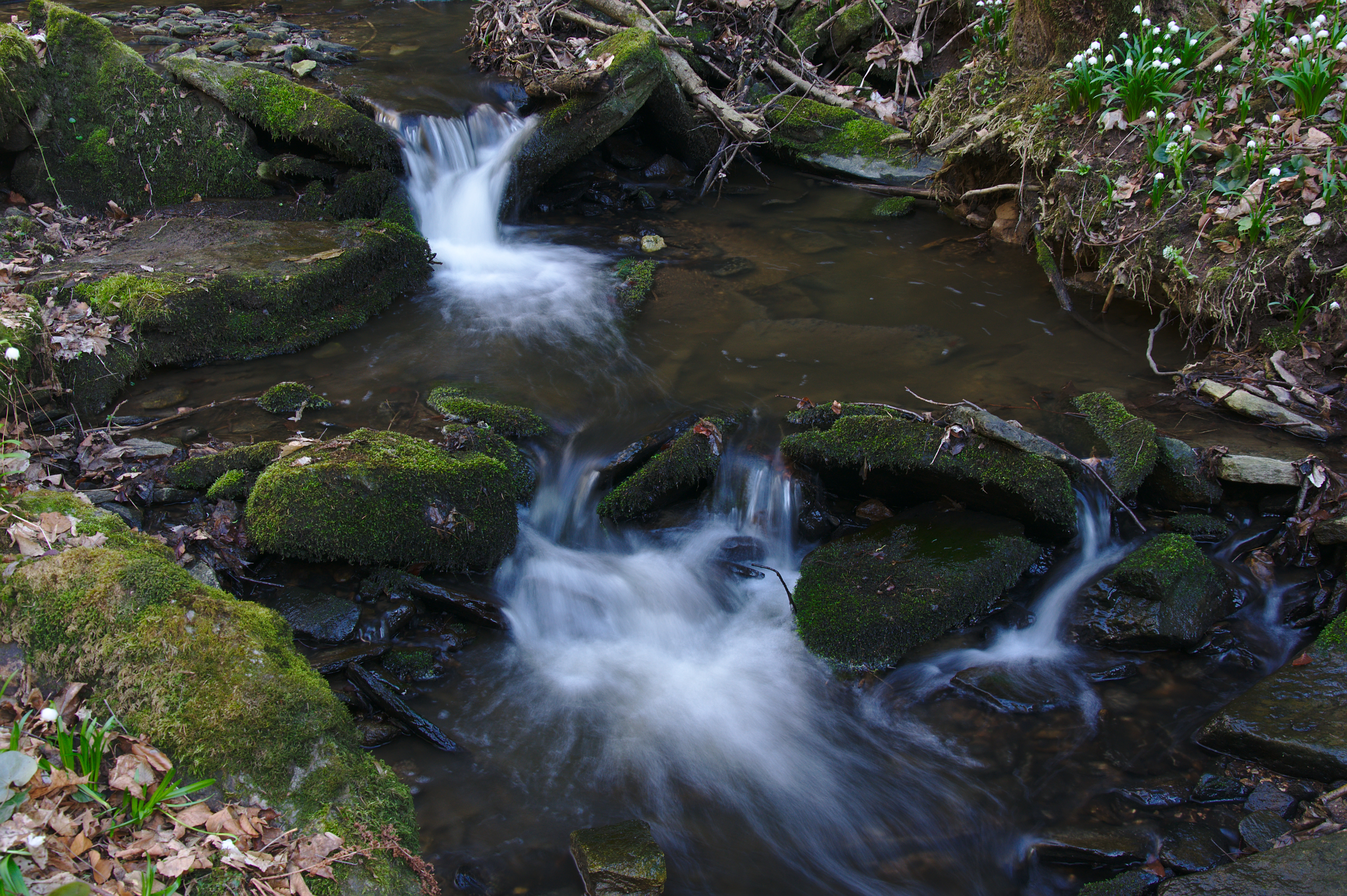
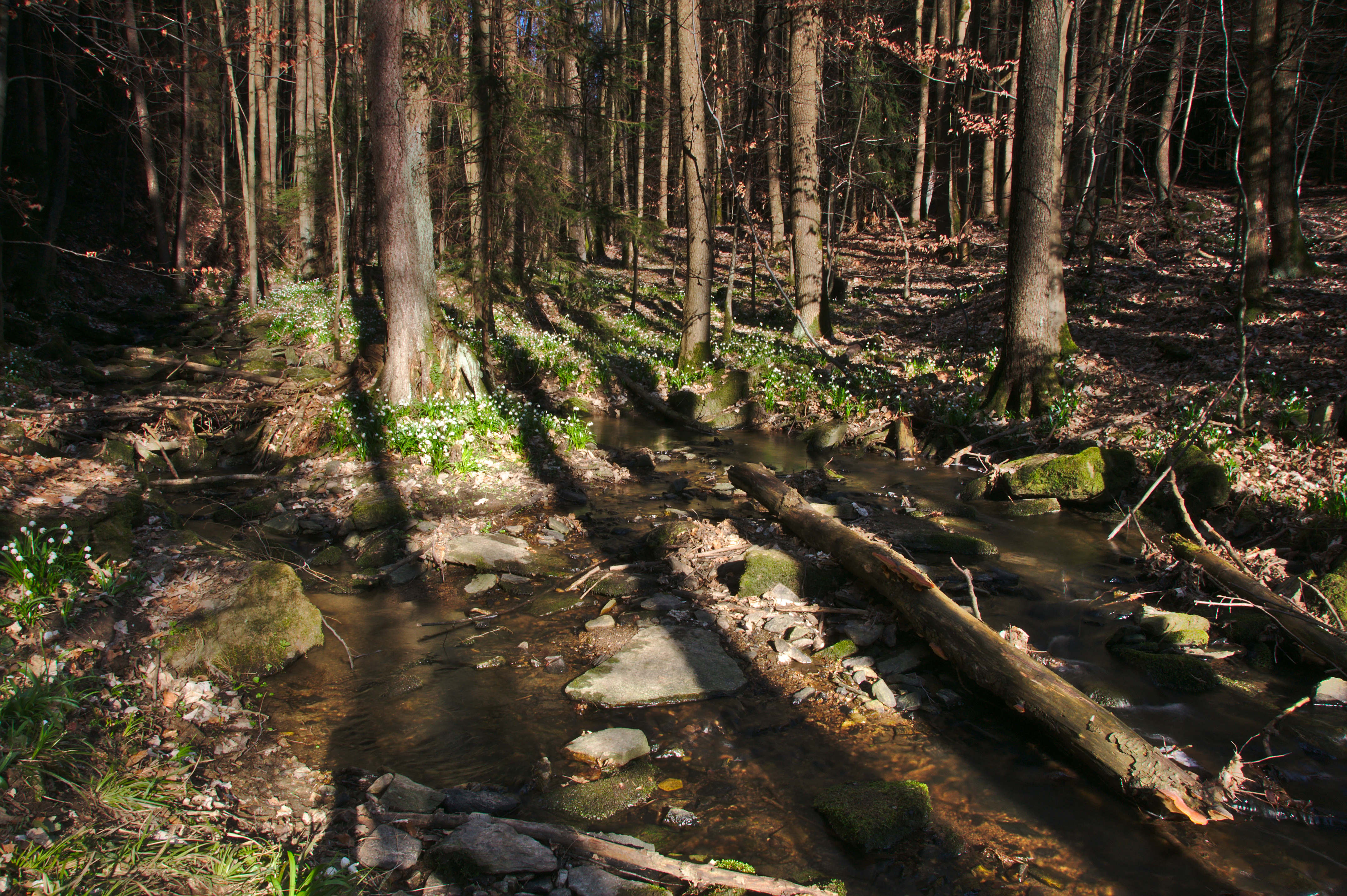
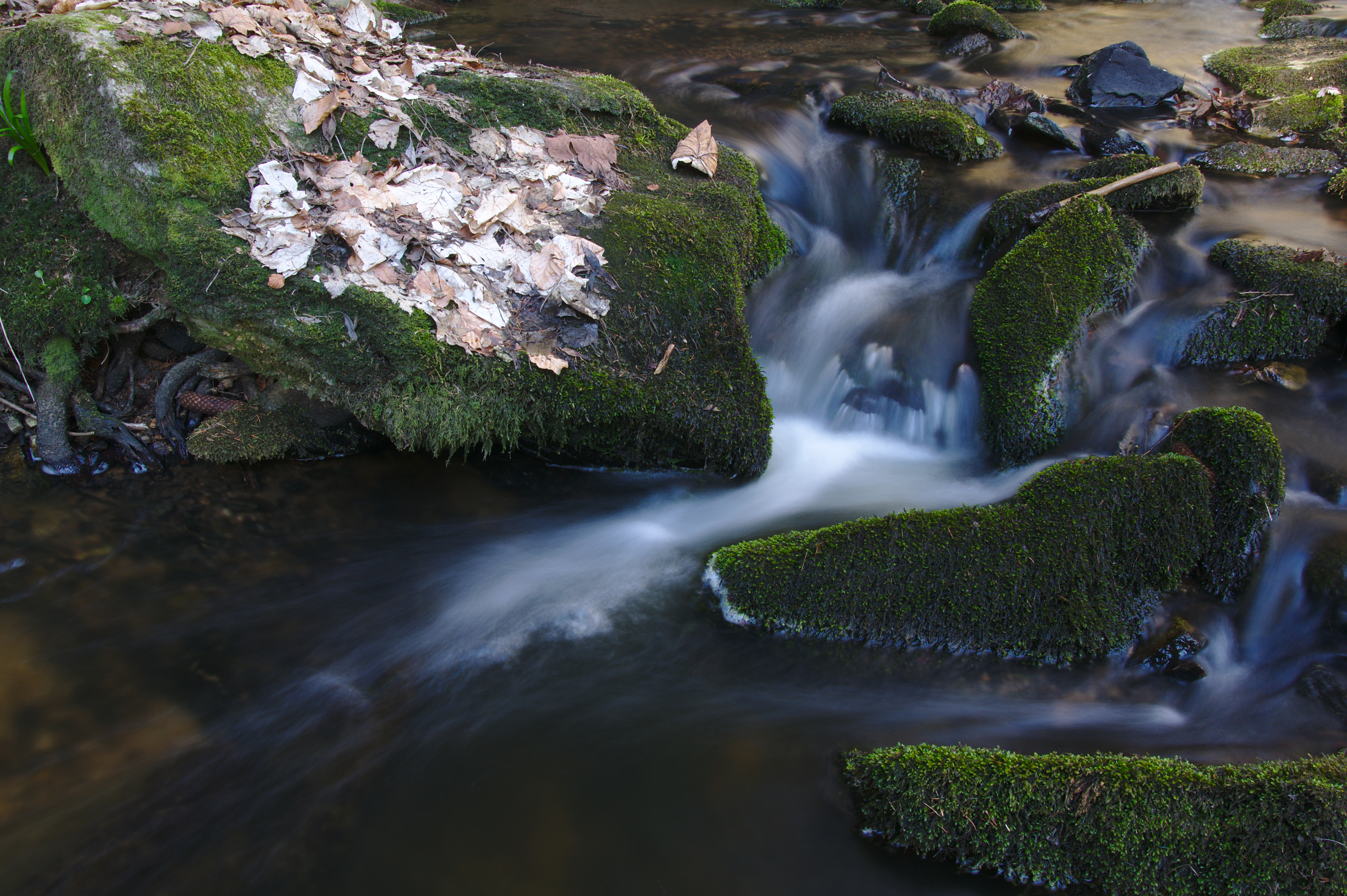